# Melanagromyza schlingeri
Melanagromyza schlingeri är en tvåvingeart som beskrevs av Mitsuhiro Sasakawa 1992. Melanagromyza schlingeri ingår i släktet Melanagromyza och familjen minerarflugor. Inga underarter finns listade i Catalogue of Life.